# Šurany
Šurany (mađ. Nagysurány) je grad u Nitranskom kraju u zapadnoj Slovačkoj. Grad upravno pripada Okrugu Nové Zámky. 

## Zemljopis
Šurany leži na nadmorskoj visini od 123 metra i pokriva područje od 59,812 km², a nalazi se u Podunavskoj nizini na rijeci Nitri, 13 km udaljen od Nové Zámky i oko 100 km od Bratislave. Uz glavno naselje, gradu pripadaju i dva naselja Kostolný Sek i Nitriansky Hrádok oba pripojena gradu 1976. godine.

## Povijest
Arheološka otkrića pokazuju da je na mjestu današnjeg grada bilo naseljeno još u neolitiku. Grad se prvi put spominje pod nazivom Vile Suran u dokumentu mađarskog kralja Bele II. Slijepog 1138. godine. Grad su okupirale Osmanlije i bio je pod njihovom upravom od 1663. do 1684. godine. Godine 1832. Šurany je dobio status kraljevskoga grada s tržišnim pravima. Tvornica šećera osnovana je 1854. godine, a zatvorena je 2000. godine. Grad je bio Mađarske do 1920. i od 1938. do 1945. godine kao rezultat Prve bečke arbitraže. Grad je do 1927. godine nosio naziv Veľké Šurany.

## Stanovništvo
| Godina:     | 1993.  | 2003.   | 2013.   | 2023.   |
| ----------- | ------ | ------- | ------- | ------- |
| Broj ljudi: | 10 505 | 10 415  | 10 080  | 9238    |
| Razlika:    |        | -0,85 % | -3,21 % | -8,35 % |

| Godina:     | 2022. | 2023.   |
| ----------- | ----- | ------- |
| Broj ljudi: | 9326  | 9238    |
| Razlika:    |       | -0,94 % |

Prema popisu stanovništva iz 2001. godine grad je imao 10.491 stanovnika.
Prema vjeroispovijesti u gradu živi najviše rimokatolika koji čine 80,02% stanovništva.

### Etnički sastav
- Slovaci - 97,28%
- Mađari - 0,84%
- Česi - 0,64%
- Romi - 0,28%

## Vanjske poveznice
- Službena stranica grada

### Ostali projekti
|  | Zajednički poslužitelj ima još gradiva o temi Šurany |